# Puig de la Guàrdia (Collserola)
El Puig de la Guàrdia és una petita muntanya de la Serra Litoral el cim de la qual culmina a 199 m per sobre del nivell del mar, que està situada a la Serra de Collserola.
Es troba al municipi de Cerdanyola del Vallès, i des de dalt del turó es pot veure tota la plana del Vallès (Vallès Occidental i Vallès Oriental) i al fons la Serralada Prelitoral (Montseny, Sant Llorenç de Munt i Montserrat).
Al Puig de la Guàrdia s'hi troba instal·lada una torre de vigilància del bosc de Collserola. La torre, que s'anomena Lima, s'utilitza per controlar la serra de possibles incendis forestals, ja que des de dalt de la torre es pot guaitar gran part de la serra.
El bosc que cobreix els seus vessants és un bosc mediterrani on predominen bàsicament el pi blanc, el roure i l'alzina.